# サン・ペドロ・ガルサ・ガルシア
サン・ペドロ・ガルサ・ガルシア（San Pedro Garza Garcia）は、メキシコ、ヌエボ・レオン州の都市。州都モンテレイの南西に隣接し、モンテレイ大都市圏の一部を形成する。

## 概要
一般的には「ガルサ・ガルシア」と呼ばれる。モンテレイ大都市圏では最高の生活環境と評価されている地域で、山の傾斜地に緑の多い住宅地が広がっている。また、モンテレイ大学のキャンパスやオフィスビル、ショッピングモールなどがある。日本国総領事館が立地しており、日本人居住者も多い。

## 経済
ALFA、セメックス、CYDSA、シグマ・アリメントス等の企業が本社をおいている。